# Kommandierender Admiral Norwegen
Die Dienststelle Kommandierender Admiral Norwegen wurde im April 1940 nach der deutschen Besetzung Norwegens im Zweiten Weltkrieg als Kommandobehörde der Kriegsmarine mit Sitz in Oslo aufgestellt und hatte das Zuständigkeitsgebiet für ganz Norwegen einschließlich des Küstenvorfelds. Am 1. Februar 1943 erhielt sie die Bezeichnung Marineoberkommando Norwegen, und der Kommandierende Admiral wurde zum Oberbefehlshaber ernannt. Er unterstand dem Marinegruppenkommando Nord in Wilhelmshaven.

## Führung
Als Kommandierender Admirale war nur der Generaladmiral Hermann Boehm eingesetzt.
Als Chef des Stabes waren eingesetzt:
- Kapitän zur See Theodor Krancke, April – Juni 1940
- Kapitän zur See Bruno Machens (später Admiral der norwegischen Polarküste), Juni 1940 – Mai 1942
- Konteradmiral Otto Fein (ehemaliger Kommandant des Schlachtschiffs Gneisenau), Mai 1942 – Februar 1943

## Gliederung des Befehlsbereichs
Dem Kommandierenden Admiral Norwegen wurden nach der Besetzung Norwegens ab April 1940 mehrere Befehlsbereiche und Dienststellen unterstellt.

### Befehlsbereiche
Der Befehlsbereich des Kommandierenden Admirals Norwegen gliederte sich in drei Bereiche:
- Admiral der norwegischen Südküste (von der Einrichtung der Dienststelle bis August 1940)
- Admiral der norwegischen Westküste
- Admiral der norwegischen Nordküste
- Admiral der norwegischen Polarküste (ab August 1940)

### Dienststellen
Folgende Dienststellen und Verbände waren dem Kommandierenden Admiral Norwegen direkt unterstellt:
- Oberwerftstab Norwegen (anfangs Werftbeauftragter Norwegen)
- Marineoberbaudirektion Norwegen, ab Februar 1943
  - Marineoberbauamt Tromsö
  - Marineoberbauamt Drontheim
  - Marineoberbauamt Bergen
- Kriegsmarinedienststelle Oslo
- Kriegsmarinewerft Horten, ab Februar 1945 nach Zerstörungen nur noch Arsenal Horten
- Torpedoarsenal Norwegen
- Netzsperrflottille Nord
- Marinelazarette in Norwegen
- Kommandant der Seeverteidigung Oslofjord ab August 1940 mit der Auflösung des Admiral der norwegischen Südküste aus dem Seekommandanten Oslo gebildet (von der Aufstellung bis August 1942 Konteradmiral Heinrich Ruhfus, von April 1944 bis Kriegsende Konteradmiral Hans Hartmann)

### Sicherungsverbände
Während der Großteil der Marinesicherungsverbände den nachgeordneten Befehlshabern unterstellt waren, führte der Kommandierende Admiral Norwegen folgende zwei Verbände direkt:
- 11. Minensuchflottille
- 17. U-Bootsjagdflottille

## Organisation unterstellter Befehlsbereiche und Dienststellen

### Admiral der norwegischen Südküste
Der Admiral der norwegischen Südküste war ein nur von April bis August 1940 bestehender Befehlsbereich, der dem Kommandierenden Admiral Norwegen direkt unterstand. Der Stab befand sich in Kristiansand-Süd. Der Befehlsbereich erstreckte sich von der Grenze zwischen Norwegen und Schweden bis zum Jøssingfjord im Südosten der Provinz Rogaland.
Einziger Admiral der norwegischen Südküste war Konteradmiral Otto Schenk. Ihm unterstanden folgende Dienststellen:
- Seekommandant Oslo[A 2]
- Seekommandant Kristiansand-Süd[A 2]

Im August 1940 wurde der Befehlsbereich aufgeteilt. Der Seekommandant Oslo wurde dem Kommandierenden Admiral Norwegen als Kommandant der Seeverteidigung Oslofjord direkt unterstellt, während der Seekommandant Kristiansand-Süd dem Befehlsbereich des Admirals westliches Norwegen zugeteilt wurde. Die Führung verlegte nach Tromsö, um dort den Befehlsbereich des Admirals norwegisches Polarmeer aufzustellen.
Chef des Stabes war kurzzeitig von der Aufstellung bis Juni 1940 Kapitän zur See Hans Hartmann und dann im Juni/Juli 1940 Kapitän zur See Günther von der Forst (später u. a. Kommandant der Seeverteidigung Stavanger und Seekommandant T) und bis zur Auflösung der Dienststelle im August 1940 Korvettenkapitän Wilhelm Töttcher.

### Oberwerftstab Norwegen
Der Oberwerftstab Norwegen wurde im Oktober 1940 unter der Bezeichnung Werftbeauftragter Norwegen aufgestellt und später umbenannt. Als Werftbeauftragte bzw. Chefs des Oberwerftstabs waren eingesetzt:
- Korvettenkapitän Werner Reidenbach, Oktober 1940 – April 1943
- Konteradmiral Arno Schmidt (ehemals beim Marinearsenal Kiel/Kriegsmarinearsenal Kiel und beim Kriegsmarinearsenal Gotenhafen), Mai 1943 – November 1944
- Konteradmiral (Ing.) Max Schenitzki, November 1944 – April 1945
- Konteradmiral (Ing.) Hans Voß, April – Mai 1945

Zentralabteilung:
Abteilungschef bzw. Chef des Stabes bzw. militärischer Referent:
- Korvettenkapitän (Ing)/Fregattenkapitän (Ing) Anton Nonn: von Juni 1942 bis November 1943
- Korvettenkapitän z. V. Hermann Kraus: von November 1943 bis Mai 1945

Militärtechnische Abteilung:
- Fregattenkapitän (Ing) Anton Nonn: von November 1943 bis März 1944
- Kapitän zur See (Ing) Kind: von Oktober 1944 bis Februar 1945
- Kapitän zur See (Ing) Walther Kretzschmar: von Februar 1945 bis Mai 1945

Technische Abteilung:
- Marine-Oberbaurat Paul Dorn: von Oktober 1942 bis Juli 1943, anschließend zur Howalt-Werft
- Marine-Oberbaurat Erwin Strohbusch: von Juli 1943 bis Februar 1945
- Marine-Oberbaurat Ziegler: von Februar 1945 bis Mai 1945

Maschinenbaureferat:
- Marine-Baurat Hans Asmus Berggreen: von April 1940 bis Juli 1940
- Marine-Oberbaurat Wesel: von Juli 1940 bis Februar 1945
- Marine-Oberbaurat Hans Asmus Berggreen: von Februar 1945 bis Mai 1945

Hafenbauabteilung:
Mit einer Umgliederung Anfang 1943 aus dem Oberwerftstab ausgeschieden.
- Marine-Oberbaurat Drenckhan: Mai 1941 bis Januar 1943

Verwaltungsabteilung:
- Marine-Intendanturrat Jules-Hermann von Jouanne: bis Oktober 1942
- Marine-Intendanturrat Karl-August Moeller: von Oktober 1942 bis März 1944
- Marine-Oberintendanturrat Hans Hermann Gleue: von März 1944 bis Mai 1945

### Kriegsmarinewerft Horten
Die Kriegsmarinewerft Horten wurde nach der Besetzung Norwegens eingerichtet. Nach schweren Schäden durch Luftangriffe im Februar 1945 wurde sie zu einem Arsenal herabgestuft. Ihr unterstanden:
- Torpedofabrik Horten
- Bauaufsicht der Kriegsmarine Horten
- Zweigstellen in Oslo, Fredrikstad und Sandefjord

Als Oberwerftdirektor bzw. Arsenalkommandant waren eingesetzt:
- Konteradmiral Erich Heyden, April 1940 – Mai 1943
- Vizeadmiral Günther Krause, Mai 1943 – Februar 1945
- Kapitän zur See (Ing.) Arthur Kind (ehemals im Stab der Inspektion des Bildungswesens der Marine und dann Oberwerftstab Norwegen), März – Mai 1945

Zentralabteilung bzw. Chef des Stabes:
- Korvettenkapitän Walter Loeffler: von April 1940 bis April 1945, anschließend beurlaubt
- Fregattenkapitän Friedrich Wilhelm Hildebrandt: von April/Mai 1945

Navigations- und Ausrüstungsbetrieb:
- Korvettenkapitän Kurt Behr: von April 1940 bis März 1943
- Kapitänleutnant z. V. Herbert Freiherr von Reibnitz-Mittag: von Januar 1944 bis Mai 1945

Nachschubabteilung:
- Korvettenkapitän (Ing.) z. V. Rudolf Ostler: von Januar 1942 bis April 1943
- Kapitänleutnant (Ing.) Kurt Helmerichs: von April 1943 bis Mai 1945

Artillerieversuchsausschuss:
- Korvettenkapitän (W) Paul Wagner: von Juli 1940 bis Juli 1943
- Korvettenkapitän (W) Friedrich Meyer: von Juli 1943 bis März 1945
- Korvettenkapitän (W) Giesemann: von März 1945 bis Mai 1945

Verwaltungsamt (Ausrüstungs-, Wirtschafts- und Gefolgschaftsabteilung):
- Ministerialrat Werner Meyer: von Februar 1941 bis November 1941
- Ministerialrat Karl-August Moeller: von November 1941 bis September 1942
- Regierungsrat Christian von Bülow: von Oktober 1942 bis Mai 1945